# MV Spokane
MV Spokane je trajekt třídy Jumbo, který provozuje společnost Washington State Ferries.
K srpnu 2009 obsluhuje trasu mezi Edmondsem a Kingstonem.